# Fernanda Ribeiro
Pour les articles homonymes, voir Ribeiro.
Fernanda Ribeiro (née le 23 juin 1969 à Penafiel) est une athlète portugaise spécialiste des courses de fond.

## Carrière
Le 22 juin 1995, à Hechtel, Fernanda Ribeiro établit un nouveau record du 5 000 mètres en 14 min 36 s 45, améliorant de 88 centièmes de secondes la précédente meilleure marque mondiale détenue par la Norvégienne Ingrid Kristiansen depuis l'année 1986. Elle s'illustre durant les Championnats du monde 1995 en remportant la médaille d'or du 10 000 mètres en 31 min 04 s 99, devant l'Éthiopienne Derartu Tulu et la Kényane Tegla Loroupe. Alignée également dans l'épreuve du 5 000 mètres, Fernanda Ribeiro monte sur la deuxième marche du podium derrière l'Irlandaise Sonia O'Sullivan. Elle confirme son rang dès l'année suivante en s'adjugeant le titre du 10 000 m des Jeux olympiques d'Atlanta où elle devance de près d'une seconde la Chinoise Wang Junxia.
En 1997, la Portugaise remporte deux nouvelles médailles à l'occasion des Championnats du monde d'Athènes. Deuxième du 10 000 mètres derrière la Kényane Sally Barsosio, elle s'empare par ailleurs de la troisième place du 5 000 m. Aux Jeux olympiques de Sydney, en 2000, Fernanda Ribeiro obtient un nouveau podium international en se classant troisième de la finale du 10 000 m. Elle établit lors de cette course la meilleure performance de sa carrière avec le temps de 30 min 22 s 88.

## Palmarès
| Date | Compétition                            | Lieu       | Place | Épreuve     |
| ---- | -------------------------------------- | ---------- | ----- | ----------- |
| 1987 | Championnats d'Europe juniors          | Birmingham | 1re   | 3 000 m     |
| 1988 | Championnats du monde juniors          | Sudbury    | 2e    | 3 000 m     |
| 1993 | Championnats du monde                  | Stuttgart  | 10e   | 10 000 m    |
| 1994 | Championnats d'Europe en salle         | Paris      | 1re   | 3 000 m     |
| 1994 | Championnats d'Europe                  | Helsinki   | 1re   | 10 000 m    |
| 1995 | Championnats du monde                  | Göteborg   | 2e    | 5 000 m     |
| 1995 | Championnats du monde                  | Göteborg   | 1re   | 10 000 m    |
| 1996 | Championnats d'Europe en salle         | Stockholm  | 1re   | 3 000 m     |
| 1996 | Jeux olympiques                        | Atlanta    | 1re   | 10 000 m    |
| 1997 | Championnats du monde en salle         | Paris      | 3e    | 3 000 m     |
| 1997 | Championnats du monde                  | Athènes    | 3e    | 5 000 m     |
| 1997 | Championnats du monde                  | Athènes    | 2e    | 10 000 m    |
| 1998 | Championnats d'Europe en salle         | Valence    | 2e    | 3 000 m     |
| 1998 | Championnats d'Europe                  | Budapest   | 2e    | 10 000 m    |
| 2000 | Championnats du monde de cross-country | Vilamoura  | 10e   | Cross court |
| 2000 | Jeux olympiques                        | Sydney     | 3e    | 10 000 m    |

## Records personnels
- 5 000 m : 14 min 36 s 45 (Hechtel, 22/07/1995)
- 10 000 m : 30 min 22 s 88 (Sydney, 30/09/2000)